# Cheumatopsyche aphanta
Cheumatopsyche aphanta är en nattsländeart som beskrevs av Ross 1938. Cheumatopsyche aphanta ingår i släktet Cheumatopsyche och familjen ryssjenattsländor. Inga underarter finns listade i Catalogue of Life.